# Withius leggi
Espèce
Withius leggi est une espèce de pseudoscorpions de la famille des Withiidae.

## Distribution
Cette espèce est endémique du Mazandéran en Iran. Elle se rencontre vers Daniel.

## Description
Le mâle holotype mesure 2,60 mm et la femelle paratype 3,67 mm.

## Systématique et taxinomie
Cette espèce a été décrite par Nassirkhani en 2022.

## Étymologie
Cette espèce est nommée en l'honneur de Gerald F. Legg.

## Publication originale
- Nassirkhani, 2022 : « Description of a new pseudoscorpion, Withius leggi sp. n. (Pseudoscorpiones: Withiidae) from northern Iran. » Zoology in the Middle East, vol. 68, no 3, p. 272–279.